# Болванщик
Болва́нщик (англ. Hatter, буквально Шляпник) — персонаж из «Приключений Алисы в стране чудес» Льюиса Кэрролла; такое имя носит в переводе Н. Демуровой. Впервые встречается в сцене чаепития (глава 7, «Безумное чаепитие»). В продолжении «Алиса в Зазеркалье» присутствует похожий персонаж по имени Болванс Чик (перевод Н. Демуровой, англ. Hatta) и впервые встречается также в седьмой главе. Его часто называют «Безумный Шляпник», но не в книге, хотя в ней Чеширский кот предупреждает Алису о том, что тот безумен, подтверждением чему служит странное поведение Шляпника.

## Болванщик в повестях Кэрролла
Болванщик объясняет Алисе, что он и Мартовский Заяц всегда пьют чай потому, что во время исполнения Болванщиком песни на празднике Червонной Королевы та обвинила его в «убийстве времени» и приказала обезглавить. Вне себя от ярости за попытку убийства, Время (в отношении которого здесь употребляется одушевлённое местоимение, что нехарактерно для английского языка) остановило себя для Болванщика, заставив его и Мартовского Зайца всегда жить так, как будто сейчас 6 часов дня.

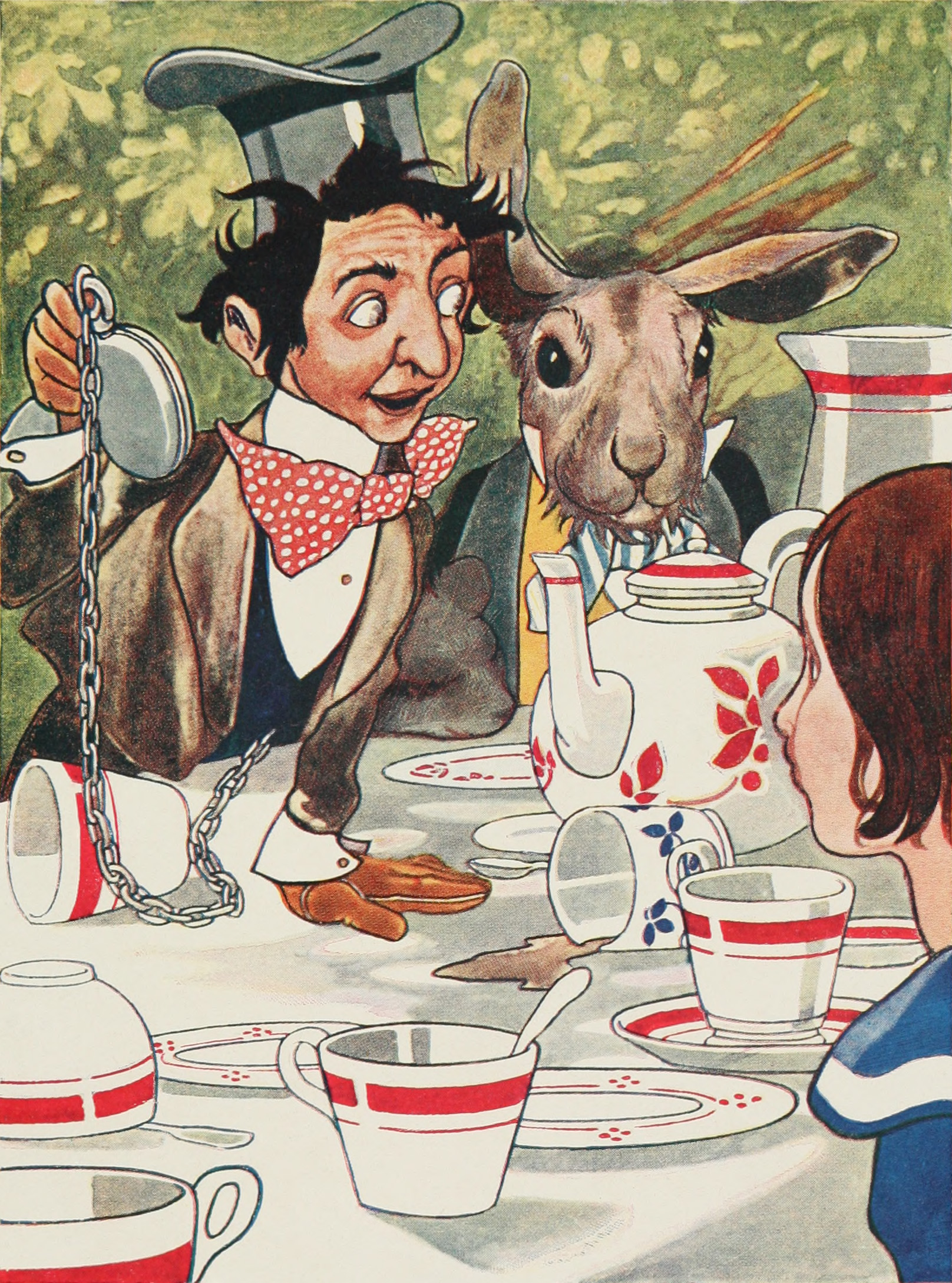
Иллюстрация Чарльза Робинсона (Charles Robinson)

Участники чаепития всё время пересаживаются, делают друг другу бестактные замечания, загадывают неразрешимые загадки и цитируют бессмысленные стихи, из-за чего возмущенная Алиса в конце концов уходит от них. Болванщик появляется вновь в качестве свидетеля на суде по делу Валета Червей. Королева, как кажется Болванщику, узнаёт в нём певца, которого она приговорила к смерти, а Король предупреждает его, чтобы тот не нервничал, иначе будет «казнён на месте».

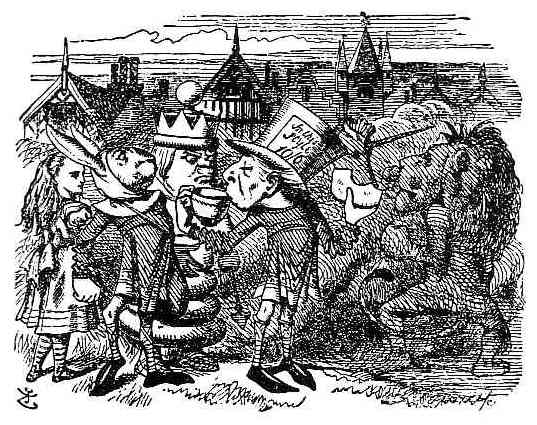
Болванс Чик попивает чай

В «Алисе в Зазеркалье» у Болванщика опять неприятности с законом. В этот раз он, однако, может быть и невиновен: Белая Королева объясняет, что часто осуждённых наказывают до того, как они совершат преступление, а не после, и иногда они его и вовсе не совершат. Он также упоминается в качестве одного из королевских гонцов, вместе с Мартовским Зайцем, названным здесь Зай Атс. Король объясняет, что ему нужны два гонца, так как «один бежит туда, а другой — оттуда».
На иллюстрации Джона Тенниела Болванс Чик изображен потягивающим чай из чашки точно так же, как это делал его прототип в первой части дилогии, подтверждая авторские отсылки к этому персонажу.

## «Безумен как шляпник»
Имя «Безумный шляпник» (Mad Hatter), как иногда называют Болванщика, обязано своим происхождением, без сомнения, английской поговорке «безумен, как шляпник» («mad as a hatter»). Происхождение же самой поговорки, возможно, объясняется следующим образом. Поскольку в процессе выделки фетра, использовавшегося для изготовления шляп, применялась ртуть, шляпники вынуждены были вдыхать её пары. Шляпники и работники фабрик часто страдали от ртутного отравления, так как пары ртути вредили нервной системе, вызывая такие симптомы, как спутанная речь и искажение зрения. Часто отравление приводило к ранней смерти. Тем не менее, Безумный Шляпник не выказывает симптомов ртутного отравления, которые включают в себя «чрезмерную застенчивость, неуверенность, возрастающую стеснительность, потерю уверенности в себе, беспокойство и желание оставаться скромным и незаметным».
Перевод имени Шляпника словом «Болванщик» на русский язык с точки зрения спектра значений, сопоставляемых этому слову в русском языке, представляется с точки зрения гуманитариев наиболее удачным. Слово «шляпник», по всей видимости, вызывает в памяти англичан приведённую выше поговорку; таким образом, безумие является одной из коннотаций слова. В русском же языке слово «Болванщик» также обозначает и профессию, связанную с изготовлением болванок для чего-либо, в том числе и профессию шляпного мастера (по словам Чеширского кота, Болванщик был шляпных дел мастером и так долго возился с болванками для шляп, что вконец оболванился); и, с другой стороны, вызывает ассоциации со словом «болван», выполняя те же художественные задачи, что и слово «Hatter» в оригинале Кэрролла. Для представителей естественно-научных дисциплин такой перевод менее однозначен из-за поговорки «Я говорю про Ивана, а ты про болвана». В медицинской среде она трансформировалась в идиому о важности этикетки для каждой дозы лекарства: «Подписан — Иван, не подписан — болван».
В то же время, в русском языке слово «болван» употребляется не по отношению к комичному безумству, которое так отличает Кэроловского Безумного Шляпника, а скорее используется для изображения скучной тупости, например подходит к портрету косного чиновника, это происходит от значения слова: болван это идол.

## 10/6

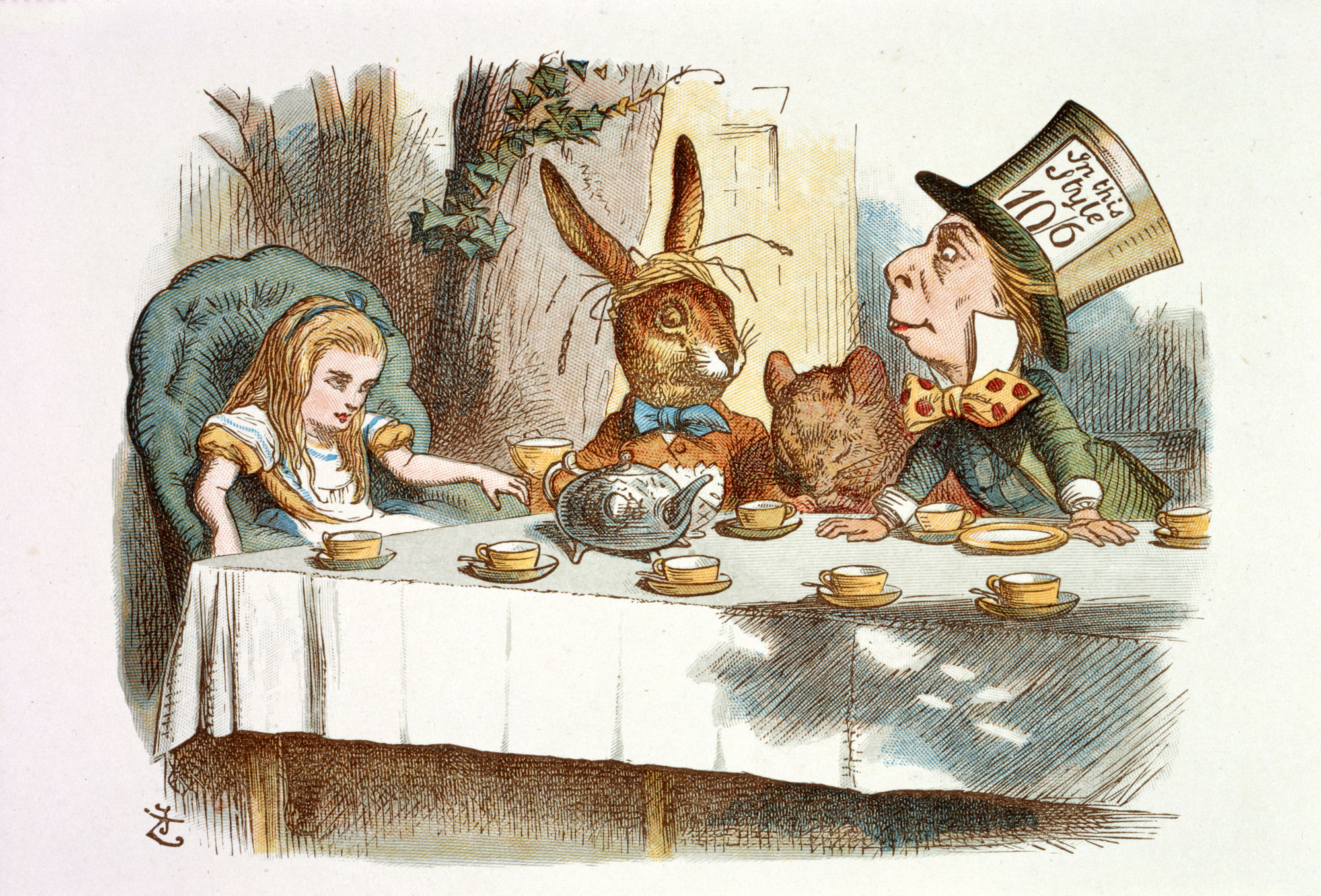
Безумное чаепитие

На иллюстрации Тенниела к сцене чаепития на шляпе Болванщика изображена карточка или ярлык с надписью «10/6 в этом стиле» (англ. In this style 10/6). Число «10/6» означает 10 шиллингов 6 пенсов, цену шляпы в английских деньгах до их перевода в десятичную систему, и служит ещё одним доказательством занятий Болванщика.

## Прототип
Один из прототипов Болванщика, как считается, — Теофил Картер, бывший предположительно студентом Крайст-Чёрч (как и Кэрролл), одного из колледжей Оксфордского университета. Он изобрёл кровать с будильником, выставлявшуюся на Всемирной выставке 1851 года: она скидывала спящего, когда нужно было вставать. Затем он стал владельцем магазина мебели и благодаря своей привычке стоять в дверях магазина в высокой шляпе получил прозвище Безумный Шляпник (Mad Hatter). По некоторым сведениям, Джон Тенниел приезжал в Оксфорд специально для того, чтобы сделать с Картера наброски для своих иллюстраций.

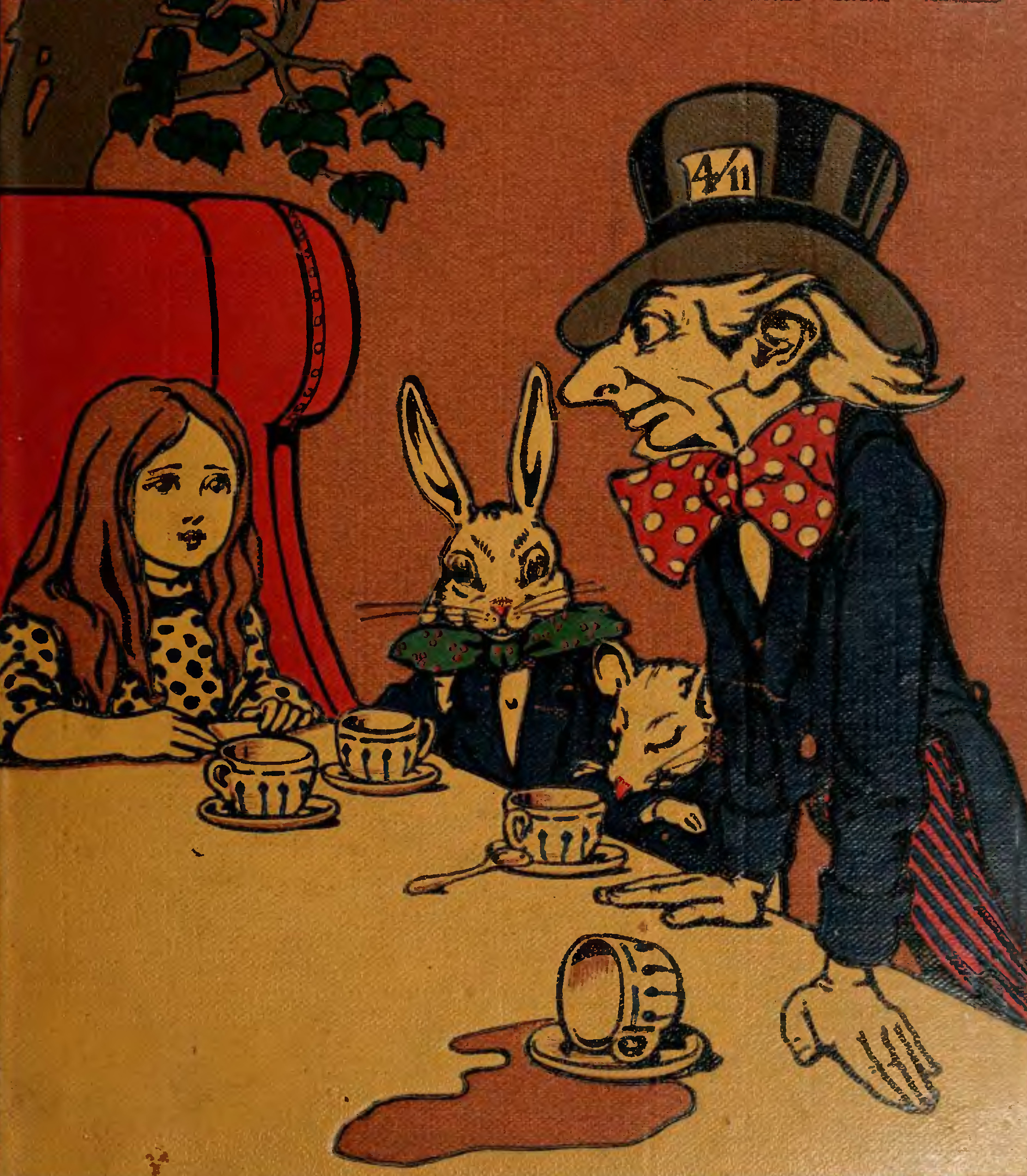
1907

Другой прототип — Роджер Крэб из Чешэма, Бакингемшир. Он поступил в 1642 году на службу в армию, которая впоследствии стала Армией нового образца Оливера Кромвеля. Крэб был хорошим солдатом; в этом ему помогал рост в 2 метра, ужасавший противников. В течение последующих нескольких лет он вместе с «круглоголовыми» подавлял восстания в Ирландии и Шотландии. Во время осады Кольчестера в 1648 году он получил сильный удар по голове от солдата-роялиста. Из-за последствий этой травмы он был уволен с военной службы раньше срока и вернулся в родной город Чешэм, где занялся шляпным делом. Стал успешным предпринимателем, однако полученный удар давал о себе знать. В конце концов он продал своё дело и раздал деньги бедным. Вёл уединенный образ жизни, жил в деревне недалеко от Аксбриджа и стал пацифистом. Затем переехал в глухую деревню Бетнал Грин (ныне район Лондона), где жил на 3 фартинга в неделю, ел траву, просвирник и листья щавеля. У него обнаружился талант предсказателя. Примечательно, что, согласно одному из его видений, монархия должна была быть восстановлена, и в 1660 году трон занял Карл II, сын казнённого Карла I. Травяная диета не причинила Крэбу вреда, несмотря на почтенный возраст. Он умер в 1680 году, дожив до 79 лет. Эпитафия на его могиле на кладбище церкви Святого Данстана в лондонском районе Степни гласит: «Дурная, добрая молва — все миновало без следа; корим бывал, но признан под конец… всему благому друг».

## Загадка Безумного Шляпника
В главе «Безумное чаепитие» (глава 7) Безумный Шляпник загадывает примечательную загадку: «Чем ворон похож на письменный стол?» («конторку» в переводе Н. Демуровой). Когда Алиса сдается, Болванщик признает, что сам не знает ответа. Кэрролл изначально задумывал, что это будет просто загадка без ответа, но после огромного количества вопросов от читателей он и другие, включая специалиста по головоломкам Сэма Лойда, стали придумывать возможные ответы. Один из них — «Poe wrote on both» («По писал на/об обоих»). Имеется в виду известный поэт и писатель Эдгар По, который писал на столе и писал о Во́роне («Ворон» — название одного из его известнейших стихотворений); в обоих случаях перед существительным (в нашем примере — числительным) в английском языке стоит wrote on. Таким образом, разгадка становится возможной благодаря игре слов, основанной на предлоге on, который употребляется и как русский предлог «на», и как русский предлог «о». В предисловии к изданию 1896 года Кэрролл писал:
Меня так часто спрашивают относительно того, можно ли придумать какой-либо ответ на загадку Болванщика, что я мог бы заявить здесь тот ответ, который кажется мне в достаточной степени подходящим, а именно: «Потому что он может служить источником звуков/заметок [игра слов: "notes" означает и «звуки», и «заметки»], хоть и достаточно низких/плоских [опять игра слов: "flat" означает и «более низкий» (в отношении ноты), и «плоский»], его никогда не ставят неправильно!» Это, тем не менее, всего лишь пришедшая задним числом мысль; первоначально загадка не имела ответа вообще».

Другой известный вариант — перо: перо ворона и перо для письма (лежащее на столе).

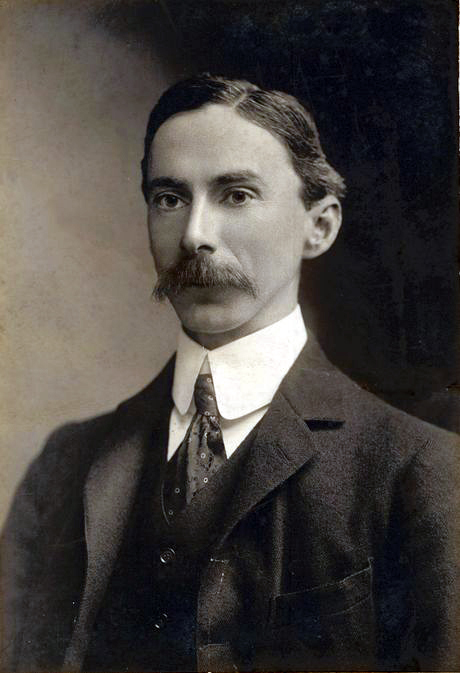
Бертран Рассел

 Лев Генденштейн в книге «Алиса в стране математики» предлагает вариант ответа «Число» — «Ворон один, и конторка одна».
«Обществом безумного чаепития» именовали сообщество философов Б. Рассела («Болванщик»), Дж. Мура и Дж. Мак-Таггарта. Прозвище было мотивировано внешним сходством с персонажами Тенниела (в наибольшей степени это касалось Рассела), а также интересом Рассела к языковым парадоксам.
Известный математик Норберт Винер в своих воспоминаниях пишет о внешности философа Бертрана Рассела, как похожего на Болванщика:
Бертрана Рассела можно описать одним-единственным способом, а именно — сказав, что он вылитый Болванщик… Рисунок Тенниела свидетельствует чуть ли не о провидении.

## Шляпник в кино

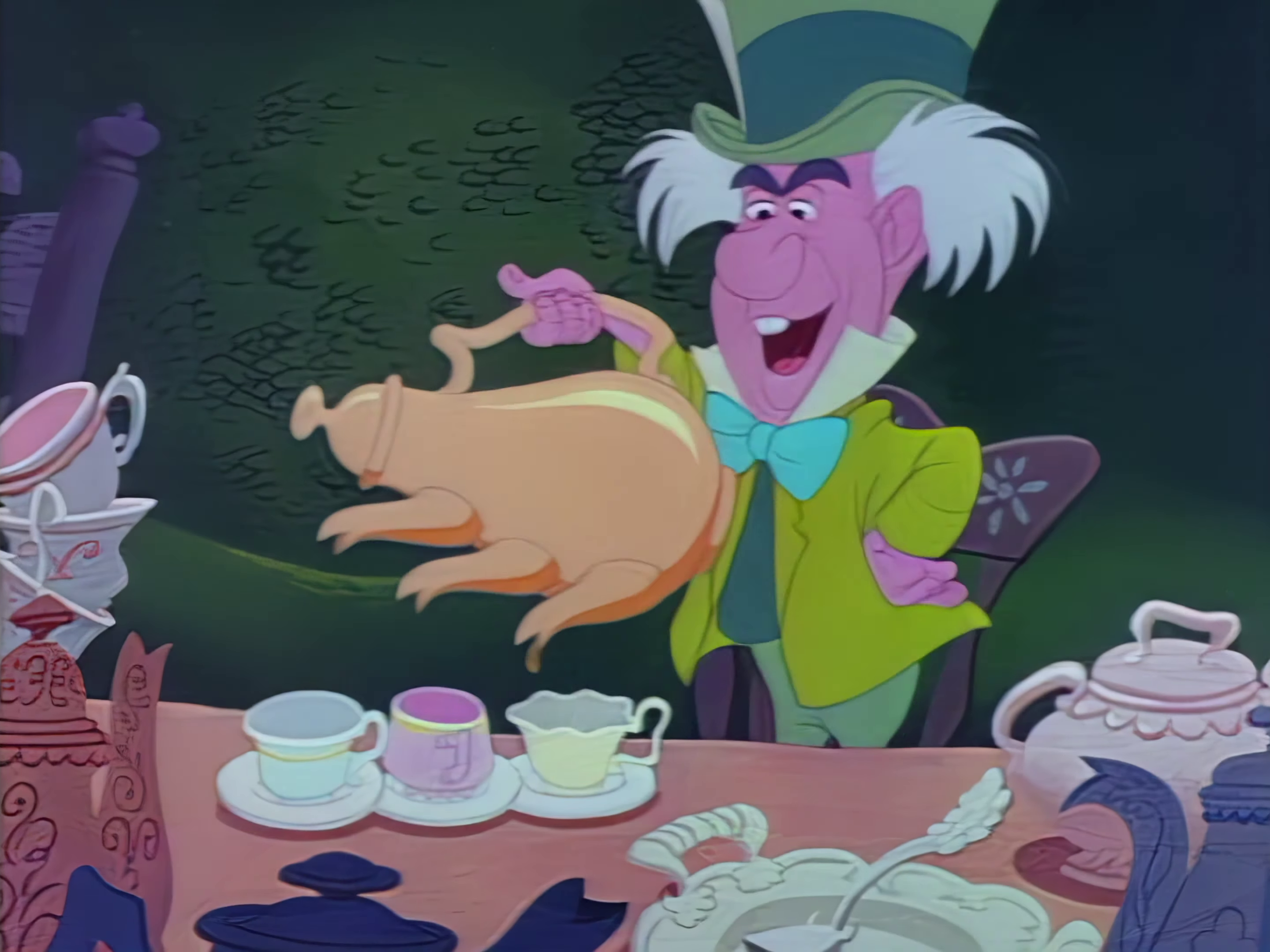
Скриншот из диснеевского мультфильма «Алиса в Стране чудес» (1951)

Себастиан Стэн в роли Безумного Шляпника: слева — в сказке, справа — в реальном мире

- В диснеевском мультфильме Шляпник выглядит как старичок в жёлтом костюме и зелёном цилиндре с биркой. Его характер соответствует книге.
- В советском многосерийном мультфильме 1981 года Шляпник выглядит высоким, бледным и тощим. Носит чёрный цилиндр и длинное коричневое пальто. Так же в Зазеркалье появляется безымянный гонец, очень схожий внешностью со Шляпником, что отсылает к авторской отсылке Кэрролла. Озвучил Александр Бурмистров.
- В фильме 1999 года Шляпник и внешностью, и поведением скопирован с книги. Его сыграл Мартин Шорт.
- В мини-сериале «Алиса» роль Шляпника исполнил Эндрю Ли Поттс. Он носит твидовую шляпу, коричневый кожаный пиджак и цветастую рубашку. Вместе с Соней он занимается благотворительностью, продавая человеческие эмоции. В финале он следом за Алисой перемещается в обычный мир.
- В фильме Тима Бёртона роль Шляпника исполнил Джонни Депп. Здесь его полное имя — Тэррант Хайтопп (Tarrant Hightopp; в другом варианте перевода — Таррант Цилиндр). У него косые ярко-зелёные глаза, огненно-рыжие волосы и красочный костюм, на котором собраны разные инструменты для изготовления шляп. Его кожа бледная, а ногти — цветные, что намекает на отравление шляпным клеем.
- В сериале «Однажды в сказке» роль Шляпника исполнил Себастиан Стэн. Он появляется в трёх сериях первого сезона, его имя — Джефферсон. Здесь он родом из мира Белоснежки и живёт в лесу вместе с дочерью Грейс, зарабатывая деньги продажей грибов. Шляпа помогает ему перемещаться между мирами. Разум он теряет, когда пытается взамен старой шляпы собрать новую, чтобы вернуться из Страны Чудес домой.

## Видеоигры

Шляпник в играх Американа МакГи

- В игре American McGee’s Alice Шляпник, помешанный на часах и времени, предстает в качестве отрицательного персонажа. Он раздавил ударом ноги Белого Кролика, а также ставил опыты над мышью Соней и Мартовским Зайцем.
- В игре Alice: Madness Returns Шляпник меняет амплуа на положительного персонажа. Соня и Мартовский заяц сошли с ума и разобрали Шляпника на составные части, но Алиса собирает его заново. Взамен Шляпник приносит Алису к месту, где был построен Адский поезд. Впоследствии прямо на месте сходит с ума[6].
- В игре по фильму Бёртона Шляпник — один из играбельных персонажей. Способен совмещать предметы.
- В игре «The Dream Kingdom and A Hundred Sleeping Princes» Шляпник является игровым персонажем

## Прочее
- Во вселенной DC Comics существует своя версия Безумного шляпника — Джервис Тетч, гениальный учёный, помешанный на книгах Кэролла об Алисе и использующий контролирующие сознание микрочипы. Он носит огромную шляпу-цилиндр, на которой бирка с цифрами «10/6». Обычно его изображают как мужчину небольшого роста, иногда с большими зубами. Впервые появляется в Batman #49 (октябрь-ноябрь 1948 года)[7].
- Группа The Stranglers записала песню «Mad Hatter».
- Мелани Мартинес также сочинила песню «Mad Hatter».
- Безумный Шляпник — цепь (демон) Брейка из аниме Pandora Hearts.